# Micah Zandee-Hart
Micah Zandee-Hart (née le 13 janvier 1997 à Saanichton (en), dans la province de la Colombie-Britannique) est une joueuse canadienne de hockey sur glace qui évolue au poste de défenseuse dans la ligue élite féminine. Elle remporte une médaille d'or olympique aux Jeux de Pékin en 2022. Elle participe au championnat du monde en 2019 et en 2022, remportant respectivement une médaille de bronze et une médaille d'or.

## Biographie

### Carrière en ligue
Micah Zandee-Hart joue quatre années pour la Okanagan Hockey Academy à Penticton, dans sa province natale de Colombie-Britannique. Elle évolue alors dans la Junior Women's Hockey League, occupant la fonction de capitaine pour les deux dernières saisons.
Au moment de son entrée universitaire, elle choisie le parcours américain du championnat NCAA et l'université de Cornell. Zandee-Hart réalise une très bonne année recrue 2015-2016, étant nommée dans l'équipe d'étoiles des recrues de la division ECAC. Dès sa seconde saison, elle obtient le titre de co-capitaine ce qui fait d'elle la seconde joueuse de l'histoire de l'équipe à obtenir le titre aussi jeune. Elle est sélectionnée dans la première équipe d'étoiles de l'ECAC et de l'Ivy-League. 
Zandee-Hart effectue une pause dans son parcours universitaire pour la saison 2017-2018 afin de participer à la centralisation à Calgary, pour la préparation olympique. Elle revient en 2018-2019 et retrouve son poste de capitaine. En 2020, pour sa dernière année, elle emmène l'équipe pour la toute première fois de son histoire à la première place du championnat. Le Big Red remporte le championnat de la Ivy-League mais n'a pas la possibilité de remporter le championnat NCAA dont la fin est annulée du fait de la pandémie de Covid-19. Au niveau individuel, Zandee-Hart est nommée pour le Trophée Patty-Kazmaier, sélectionnée dans la seconde équipe d'étoiles de l'ECAC et de la Ivy-League et dans la troisième équipe du championnat NCAA. Elle termine sa carrière à Cornell avec le record de l'université du nombre de tirs bloqués (225).
Après son diplôme, du fait de l'absence de ligue canadienne féminine, elle joue des matchs avec l'équipe basée à Calgary de la Professional Women's Hockey Players Association (PWHPA) organisation ayant pour but de former une ligue professionnelle féminine.

### Carrière internationale
Zandee-Hart démarre en équipe nationale par deux éditions des championnats du monde des moins de 18 ans, en 2014 et 2015. Elle remporte une médaille d'or puis est nommée capitaine l'année suivante, terminant avec une médaille d'argent. Néanmoins, elle fait partie des trois meilleures joueuses de l'équipe et est sélectionnée dans l'équipe d'étoiles du tournoi. 
Par la suite, elle est choisie en équipe de développement des moins de 22 ans pour représenter le Canada à la Coupe des nations en 2016 et 2017. Au cours de la même période, Zandee-Hart joue ses premières rencontres en équipe sénior à l'occasion d'une série face aux États-Unis en décembre 2016. Elle fait partie des dernières joueuses qui ne sont pas retenues pour les Jeux olympiques de Pyeongchang 2018 après sa préparation avec la centralisation à Calgary. Malgré cela, elle fait ses débuts dans une compétition majeur à l'occasion du championnat du monde 2019 où elle inscrit deux aides. Elle est retenue pour l'édition suivante, qui est annulée à cause de la pandémie de Covid-19. 
Zandee-Hart est à nouveau appelée pour le championnat du monde 2021 mais en janvier, elle se fracture le pouce en faisant écran devant un tir. Alors qu'elle revient au jeu en mars, une blessure à l'épaule l'oblige à subir une chirurgie et l'empêche de participer à la compétition. Une fois remise, elle fait partie de la sélection olympique en vue des Jeux de Pékin 2022 qui lui permettent d'obtenir son premier titre en équipe sénior. À cette occasion, elle peut placer la médaille d'or autour du cou de sa capitaine, la joueuse Marie-Philip Poulin,.

## Statistiques

### En club
| Saison      | Équipe             | Ligue       |     | Saison régulière | Saison régulière | Saison régulière | Saison régulière | Saison régulière |   | Séries éliminatoires | Séries éliminatoires | Séries éliminatoires | Séries éliminatoires | Séries éliminatoires |
| Saison      | Équipe             | Ligue       | PJ  | B                | A                | Pts              | Pun              | PJ               | B | A                    | Pts                  | Pun                  |                      |                      |
| 2015-2016   | Big Red de Cornell | NCAA        | 30  | 1                | 17               | 18               | 20               | -                | - | -                    | -                    | -                    |                      |                      |
| 2016-2017   | Big Red de Cornell | NCAA        | 32  | 5                | 11               | 16               | 30               | -                | - | -                    | -                    | -                    |                      |                      |
| 2018-2019   | Big Red de Cornell | NCAA        | 32  | 4                | 17               | 21               | 30               | -                | - | -                    | -                    | -                    |                      |                      |
| 2019-2020   | Big Red de Cornell | NCAA        | 31  | 7                | 25               | 32               | 20               | -                | - | -                    | -                    | -                    |                      |                      |
| Totaux NCAA | Totaux NCAA        | Totaux NCAA | 125 | 17               | 70               | 87               | 100              |                  |   |                      |                      |                      |                      |                      |

### En équipe nationale
| Année | Équipe          | Compétition                   |   | PJ | B | A | Pts | Pun | +/-                |  | Résultat |
| 2014  | Canada - 18 ans | Championnat du monde - 18 ans | 5 | 0  | 0 | 0 | 2   | +2  | Médaille d'or      |  |          |
| 2015  | Canada - 18 ans | Championnat du monde - 18 ans | 5 | 1  | 1 | 2 | 0   | +3  | Médaille d'argent  |  |          |
| 2019  | Canada          | Championnat du monde          | 7 | 0  | 2 | 2 | 2   | +4  | Médaille de bronze |  |          |
| 2022  | Canada          | Jeux olympiques               | 7 | 0  | 4 | 4 | 8   | +86 | Médaille d'or      |  |          |
| 2022  | Canada          | Championnat du monde          | 7 | 0  | 1 | 1 | 0   | +3  | Médaille d'or      |  |          |